# 惠戶實
惠戶實（1591年—1641年），號仁寰，陝西省西安府朝邑縣（今陝西省大荔县朝邑镇）人，明末官员，進士出身。

## 生平
萬曆四十三年（1615年）乙卯科陕西鄉試第六十九名舉人，崇禎七年（1634年），登甲戌科進士，刑部觀政，八年授開封府教授，九年任刑部貴州司主事，十二年任廣東副主考，升廣西司员外，八月升池州府知府，十四年卒于任。

## 家族
曾祖惠凖，祖惠方賢，父惠济民。